# Rallye des Vignobles

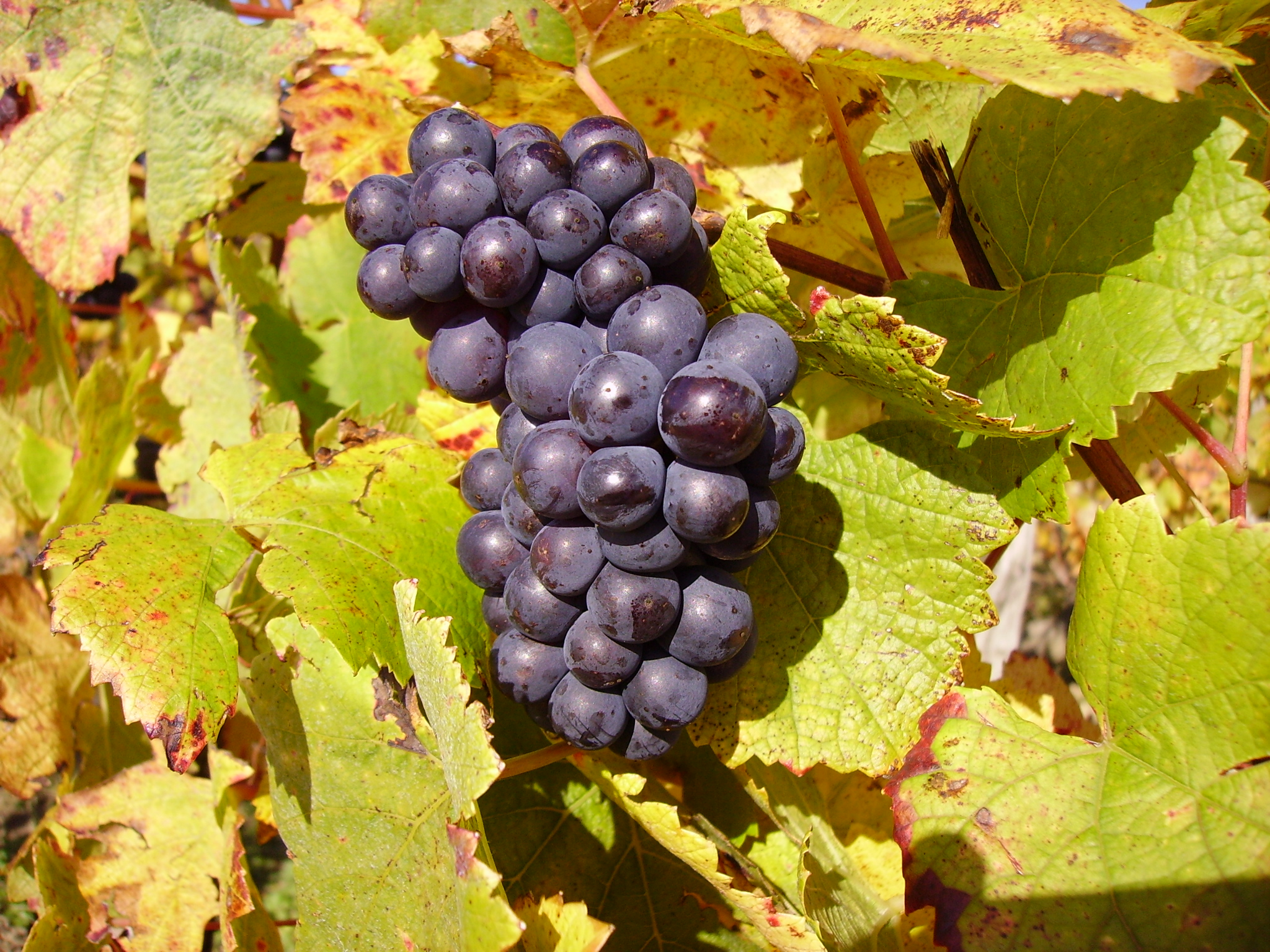
Grappe de pinot noir à Bué.

Le Rallye des Vignobles est une épreuve sportive et touristique de renom en Bourgogne-Franche-Comté et en Centre-Val de Loire, se pratiquant à pied ou à vélo, et attirant des randonneurs de tout l'Hexagone. Ceux-ci découvrent les panoramas et les vignobles des communes de Cosne-Cours-sur-Loire et Pouilly-sur-Loire dans la Nièvre, et de Sancerre dans le Cher.

## Randonnée rime avec bonne santé

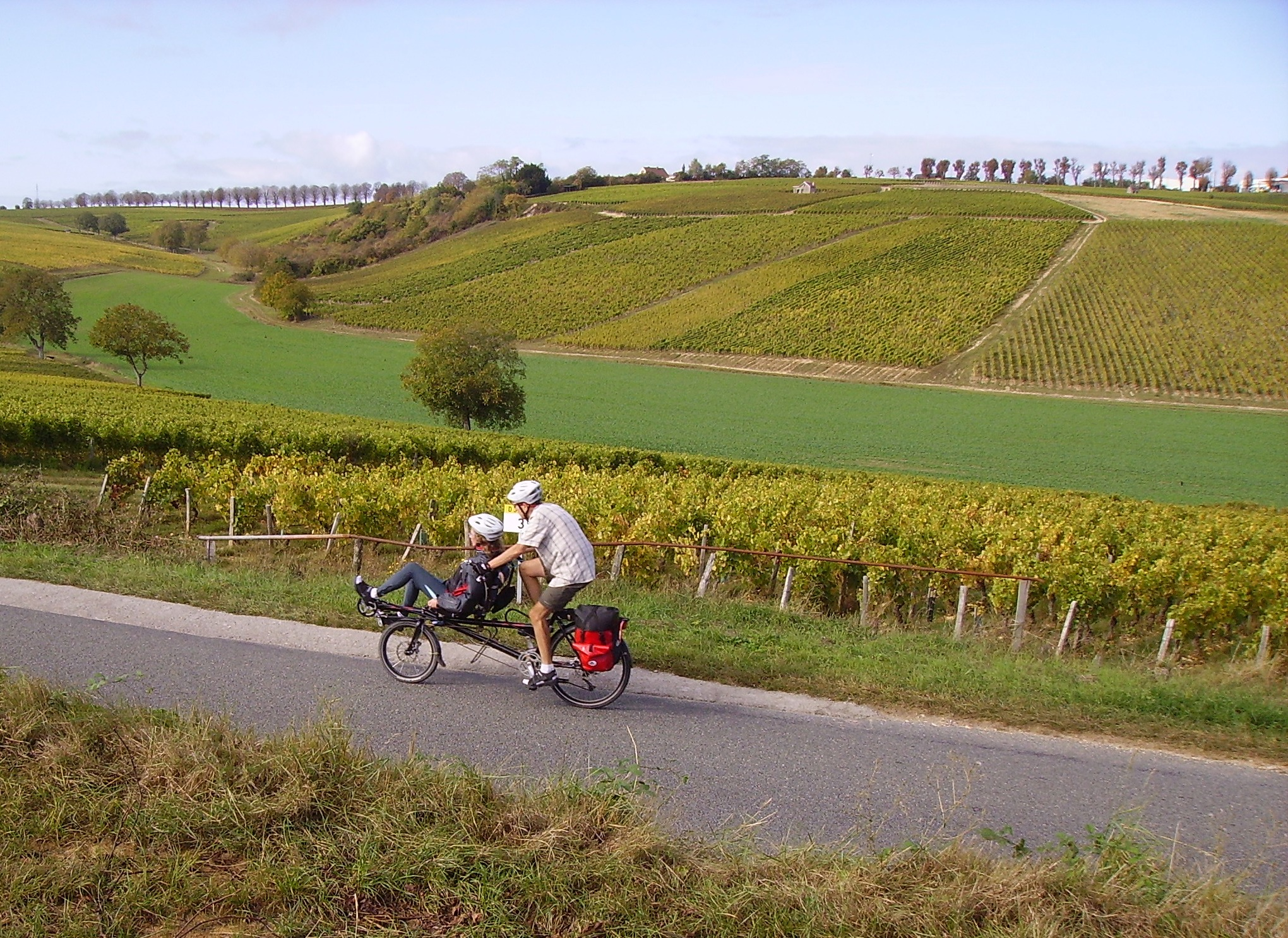
Cyclistes montant un coteau en tandem.

Il a lieu le 2e week-end d'octobre ; la ville d'accueil est Cosne-Cours-sur-Loire. Uniquement cyclotouriste à ses débuts, il propose de nos jours d'agréables randonnées à travers les vignobles et en bordure de Loire, pour la marche, le vélo, le VTT et le gravel. Les VAE sont autorisés.
Le nombre de participants est passé de 172 en 1978 à 3 736 en 2007 à l'occasion de la 30e édition. Il figure parmi les plus importants rallyes touristiques de France par le nombre de participants.
Plusieurs parcours sont proposés dans chaque discipline ; pour le vélo, le plus long développe une centaine de kilomètres, avec un dénivelé pouvant atteindre 1 400 mètres, et comprend deux pauses. La beauté des paysages allié à l'esprit de convivialité contribuent au succès de cette sortie qui n'est pas une compétition. Tous les circuits à vélo empruntent les fameuses collines du Sancerrois où l'expression « mettre tout à gauche » est de mise. À Ménétréol-sous-Sancerre, la route de l'Orme au Loup (colline boisée dont le sommet offre un beau panorama) est célèbre. Non loin, une cave propose, à l'occasion d'une pause, une dégustation de produits régionaux (vin blanc, rosé ou rouge ; crottin de Chavignol, croquets de Sancerre, etc.).
De nombreuses villes à proximité, telles Boulleret, Donzy, Menou, Saint-Père et Sury-ès-Bois, organisent des randonnées permettant de découvrir les charmes de cette campagne vallonnée.

## Tourisme
Voici quelques points d'intérêt :
- musée de la Loire à Cosne-Cours-sur-Loire ;
- butte et vignobles de Sancerre, visite des caves.

La proche région offre de nombreux châteaux, dont :
- Buranlure, situé à deux kilomètres à l'ouest de Cosne-Cours-sur-Loire ;
- Mocques, au sud-est de Cosne-Cours-sur-Loire ;
- Tracy, à l'est de Sancerre ;
- Nozet, au nord de Pouilly-sur-Loire ;
- château des Granges, entre Pouilly-sur-Loire et Donzy ;
- Thauvenay, au sud de Sancerre ;
- Lagrange-Montalivet à l'ouest de Pouilly-sur-Loire ;
- Boucard, sur la route Jacques-Cœur ; à l'ouest de Menetou-Râtel.

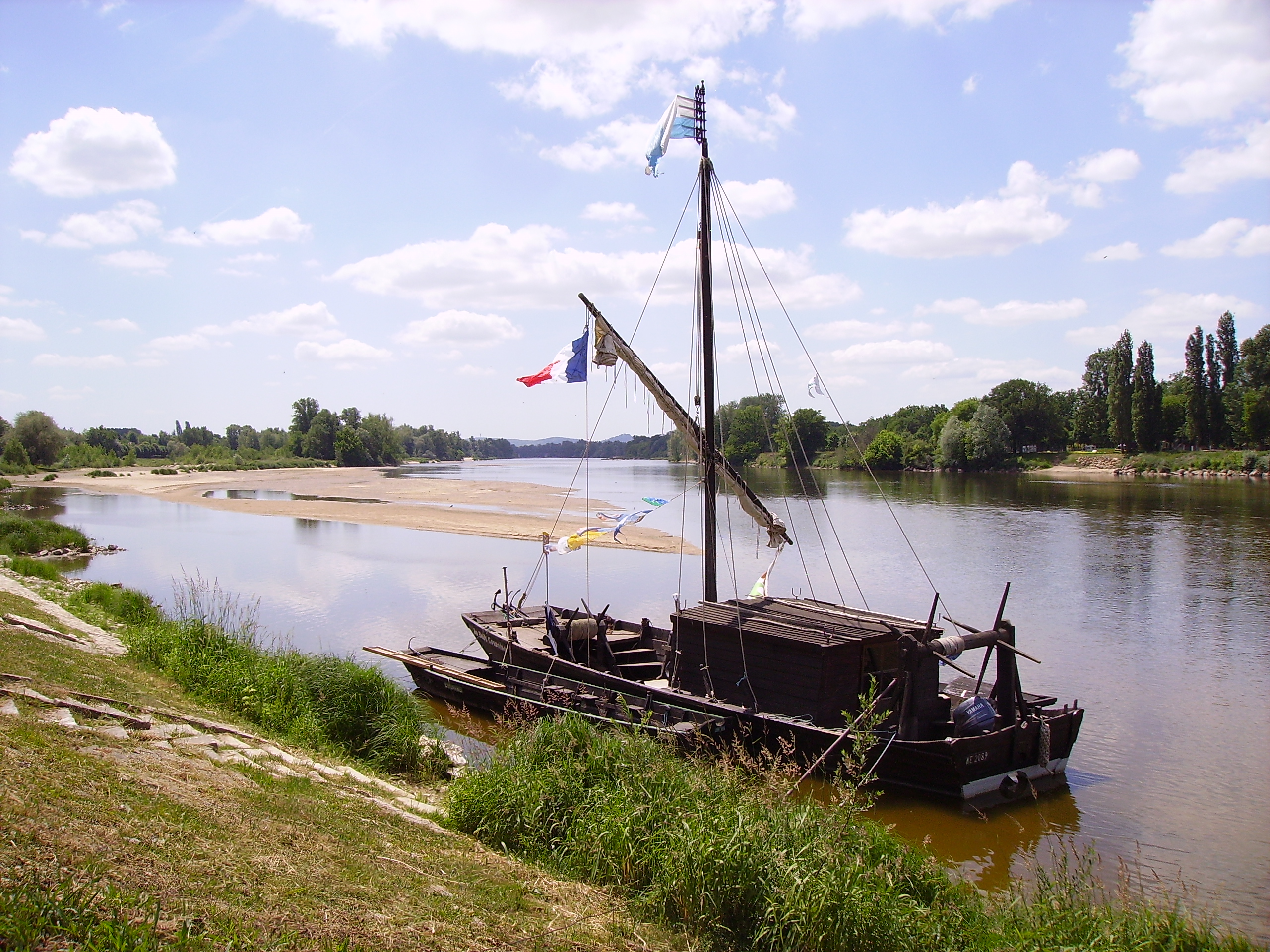
La Loire à Cosne-Cours-sur-Loire.
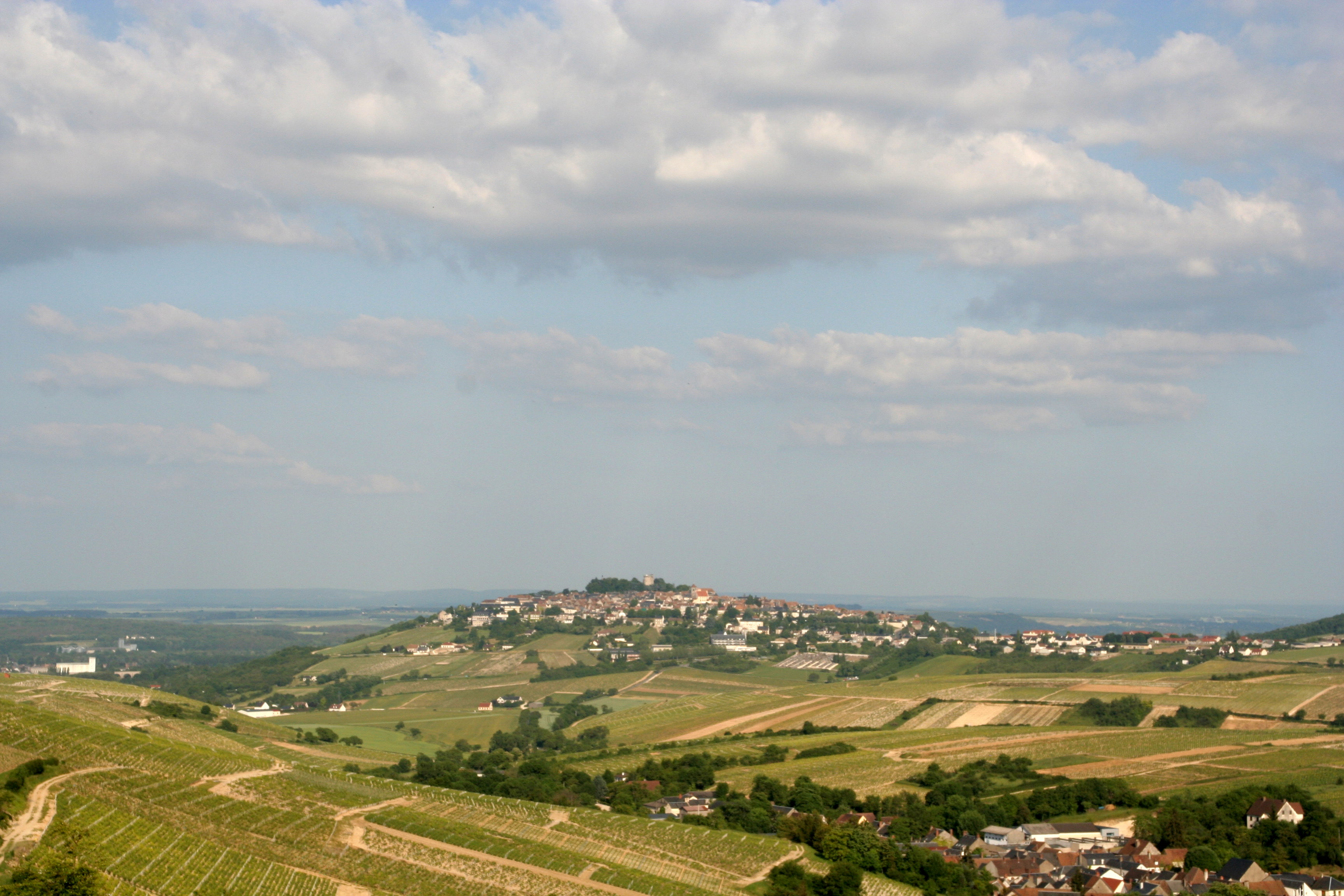
Butte de Sancerre.
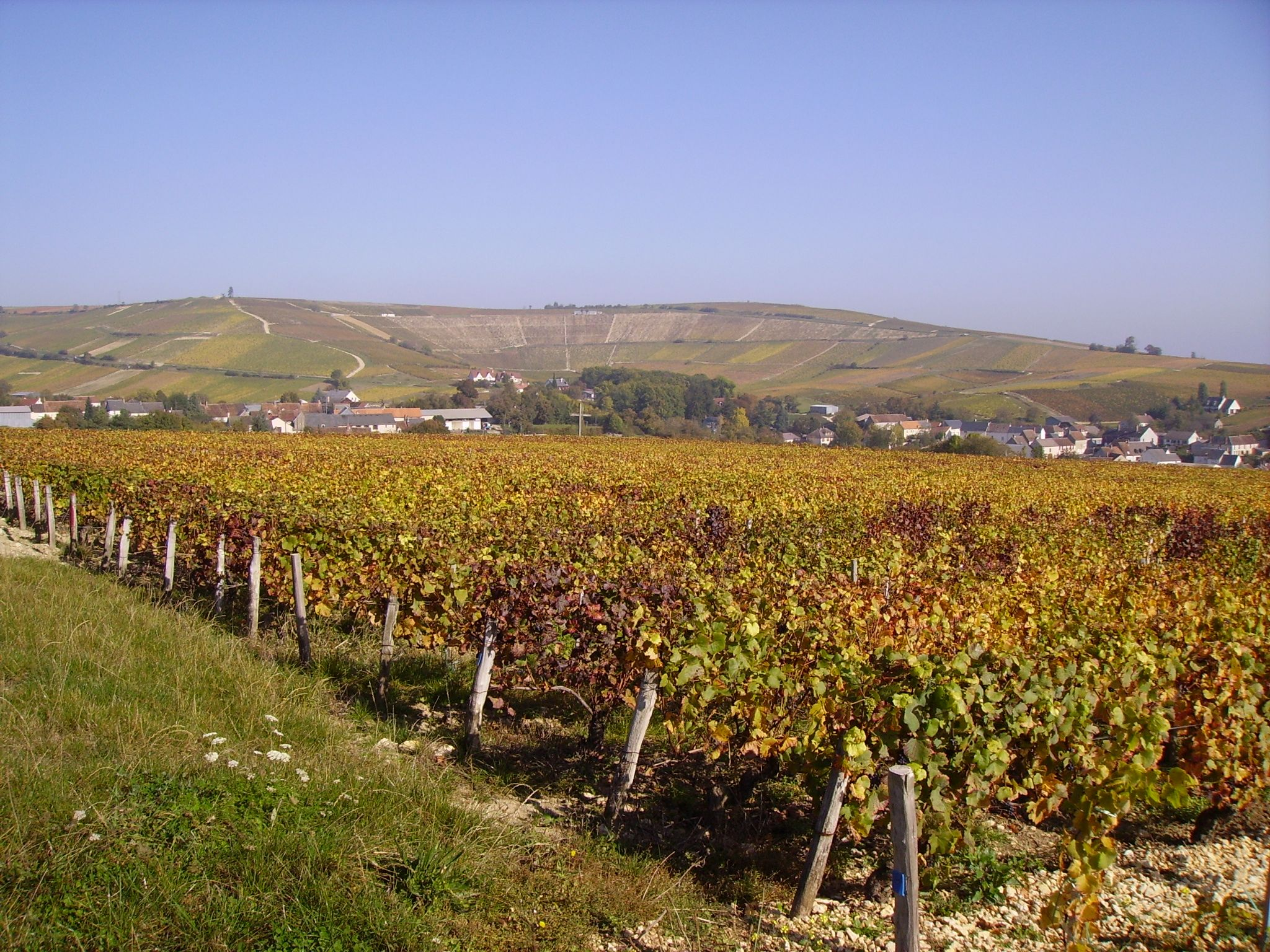
Cirque de Bué.
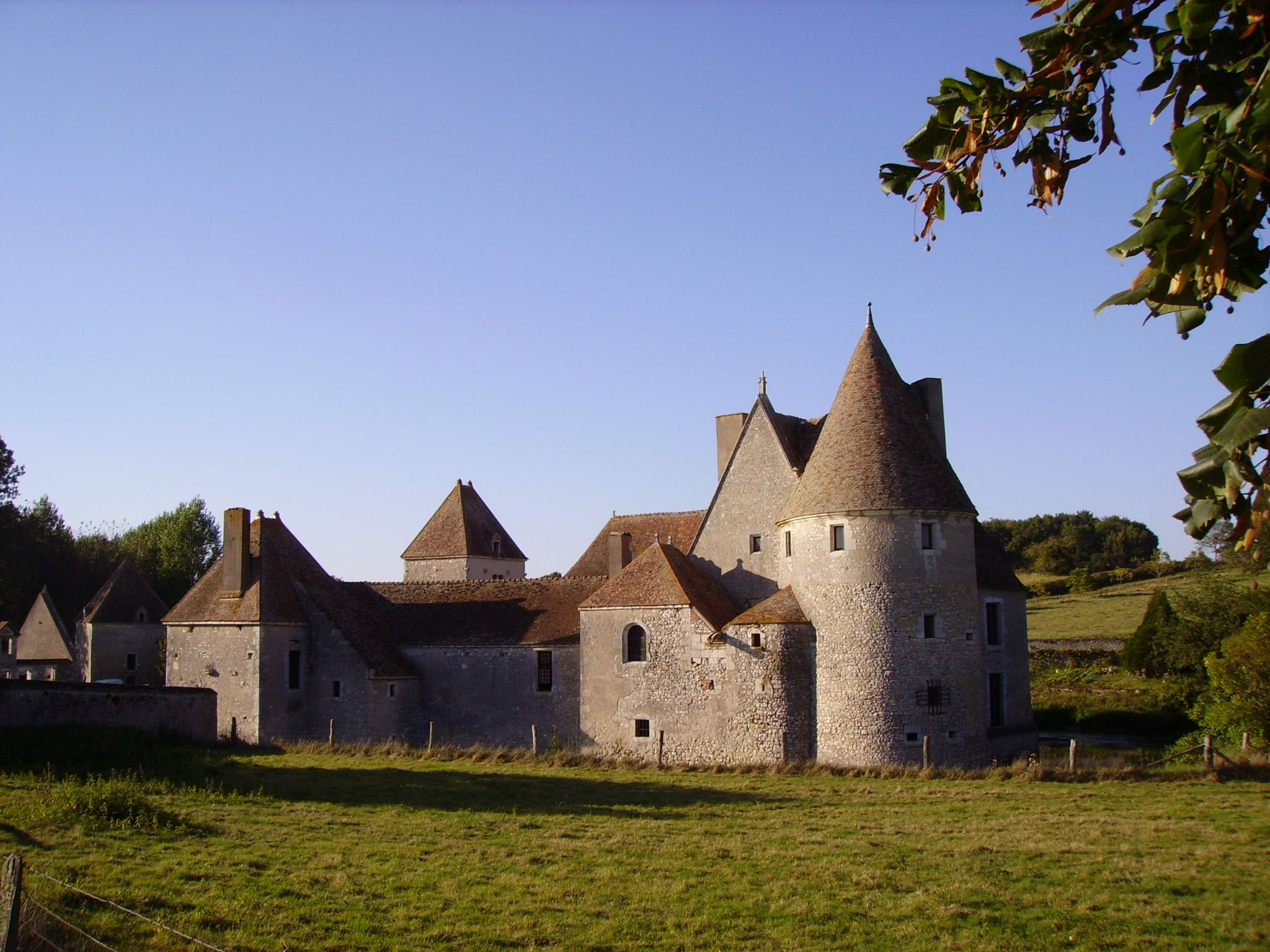
Château de Buranlure.
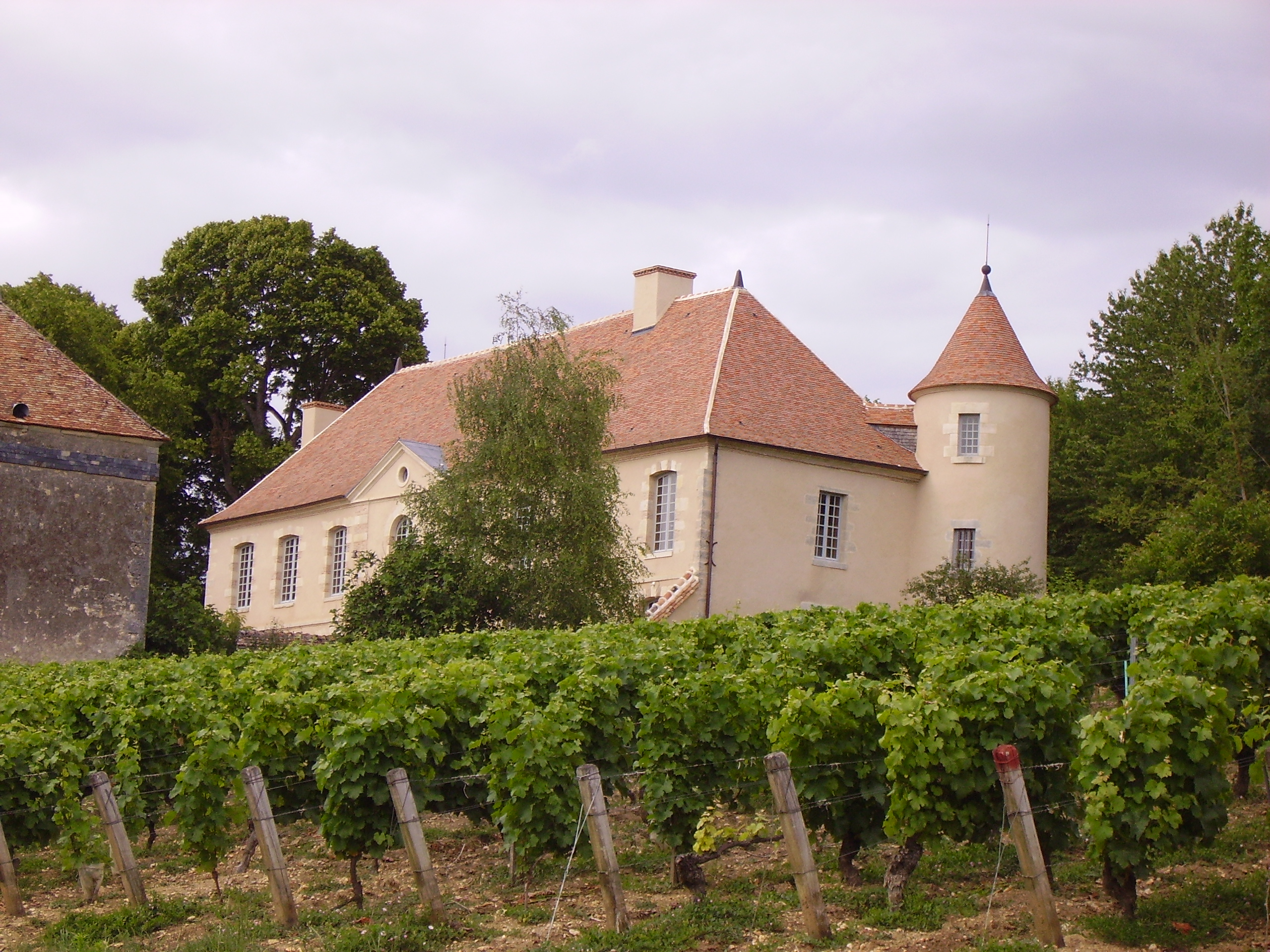
Château de Mocques.
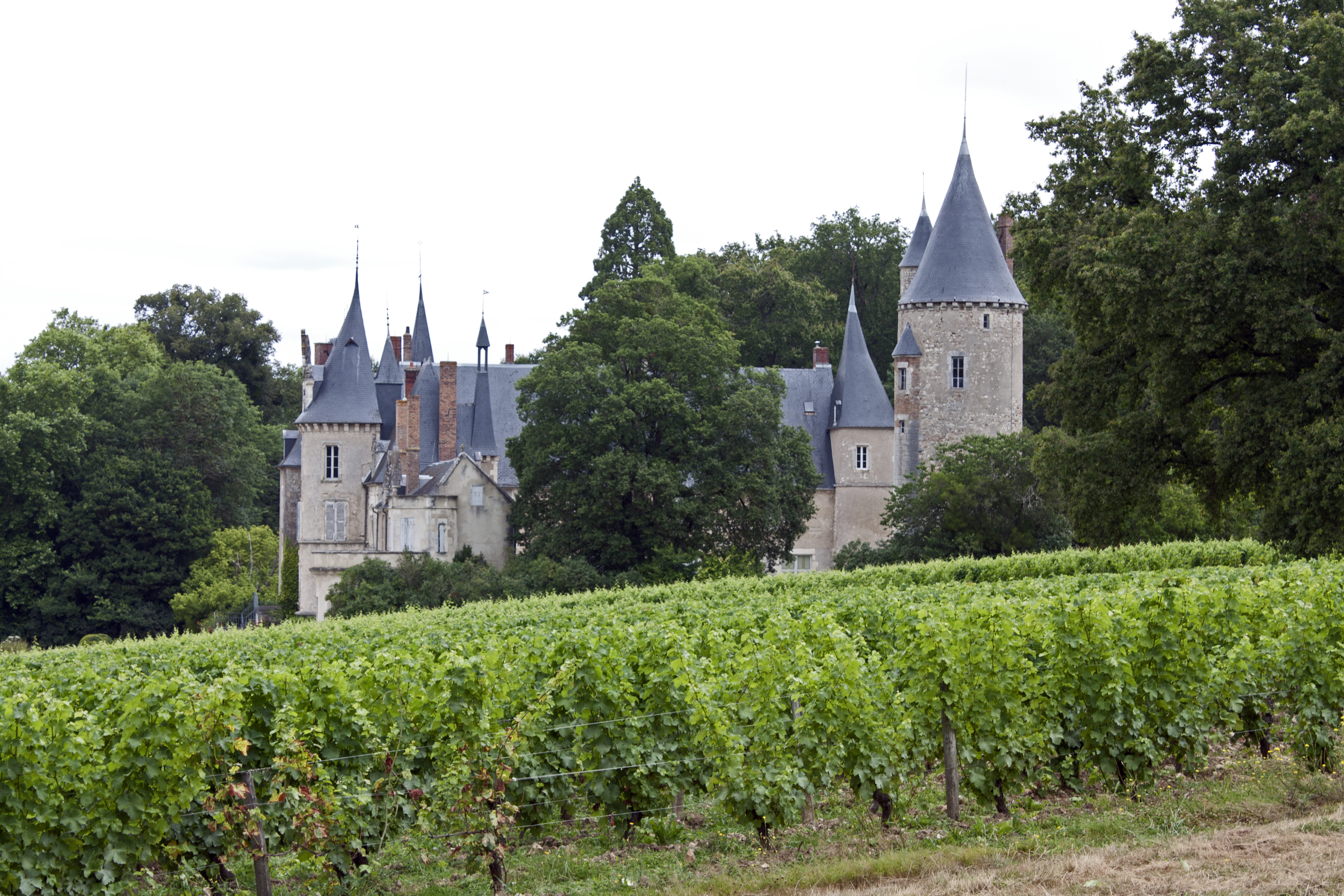
Château de Tracy.
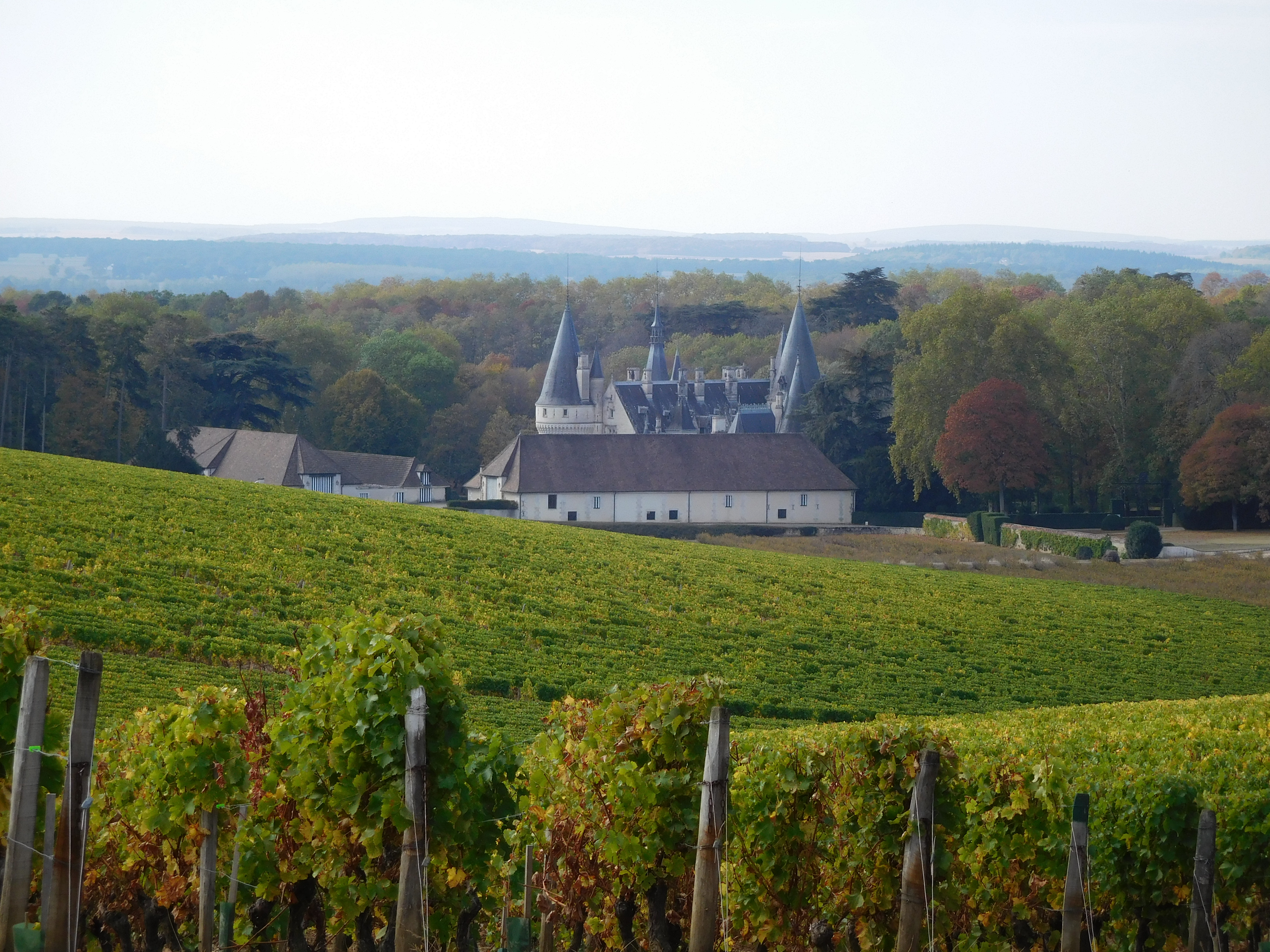
Château du Nozet.
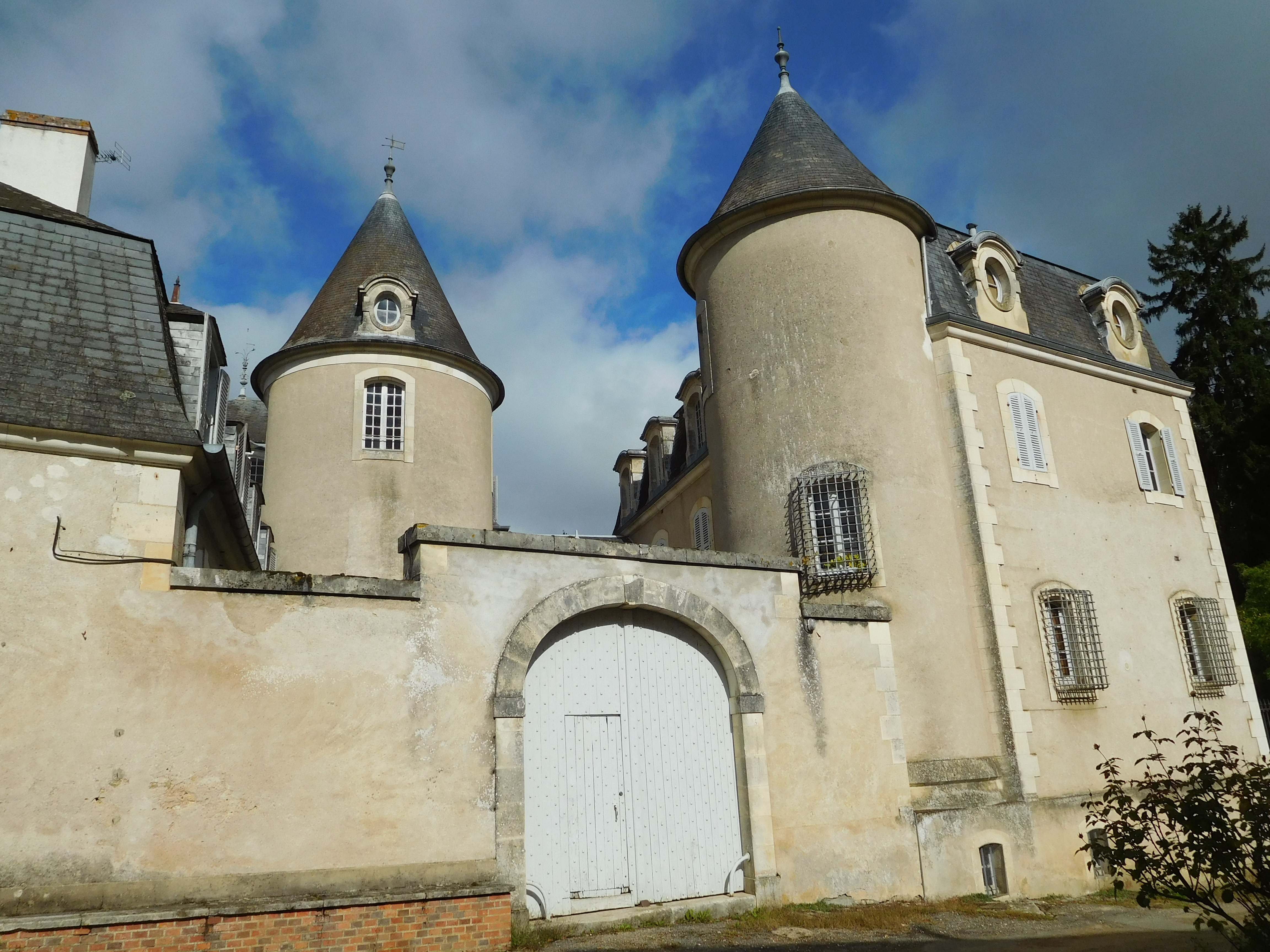
Château de Thauvenay.
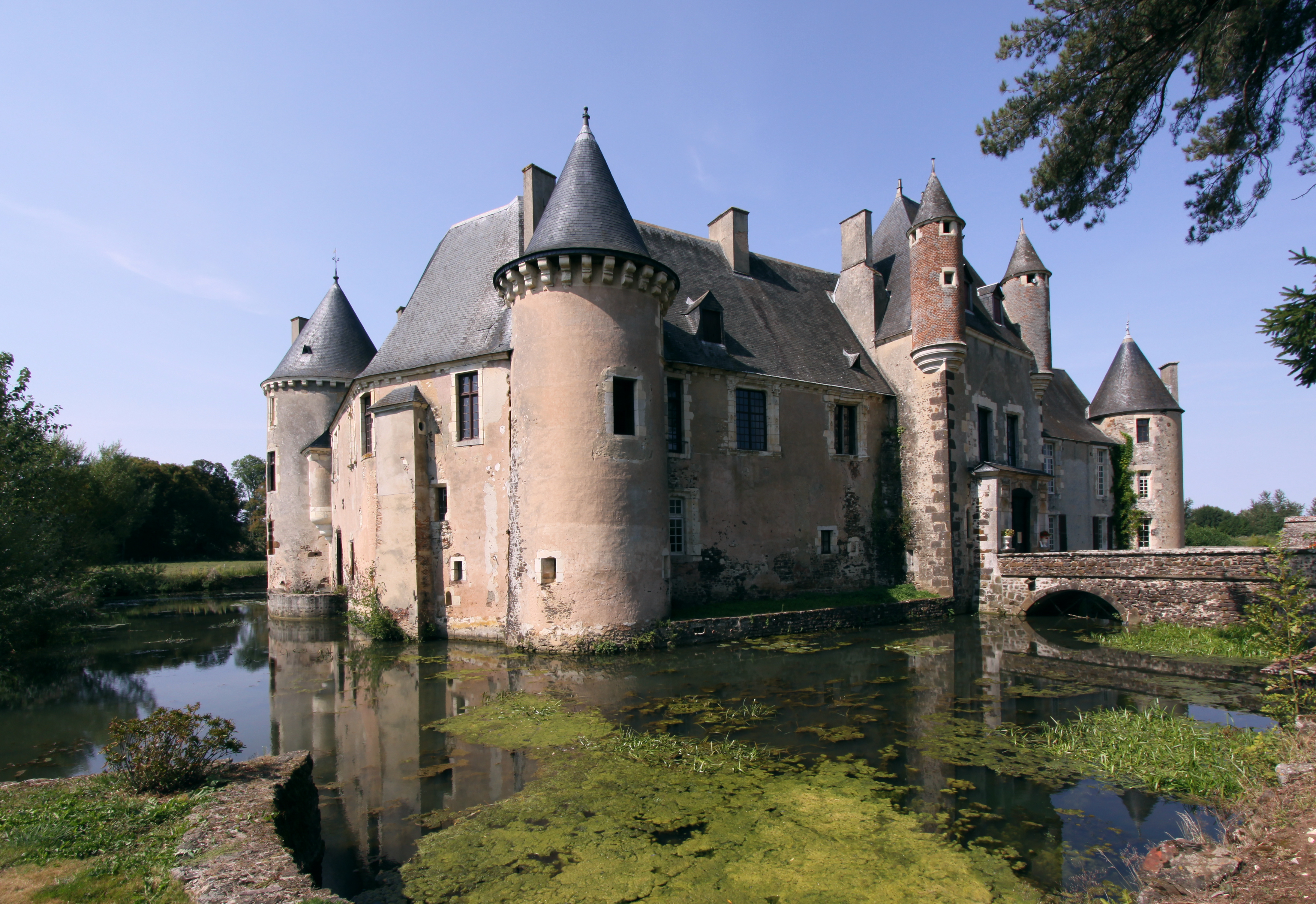
Château de Boucard.